# خانبولاغ
خانبولاغ (به ترکی آذربایجانی: Xanbulaq) یک منطقه مسکونی در جمهوری آذربایجان است که در شهرستان یاردیملی واقع شده‌است.